# 戒指行动
戒指行动是斯大林格勒战役的最后阶段。行动过后，被包围在斯大林格勒城中的残余轴心国部队投降。1943年2月2日凌晨，卡尔·施特雷克尔听闻麾下一军官已经去找苏军商议投降事宜了。接着，他决定终止战斗。轴心国军队在斯大林格勒城中的有组织抵抗告终。